# Горохівське (Баштанський район)
Горо́хівське —  село в Україні, у Баштанському районі Миколаївської області. Адміністративний центр Горохівської сільської громади. Населення становить 1022 особи.

## Населення

### Мова
Розподіл населення за рідною мовою за даними перепису 2001 року:
| Мова            | Кількість | Відсоток |
| --------------- | --------- | -------- |
| українська      | 923       | 90.31%   |
| російська       | 89        | 8.71%    |
| румунська       | 5         | 0.49%    |
| білоруська      | 2         | 0.20%    |
| болгарська      | 1         | 0.09%    |
| інші/не вказали | 2         | 0.20%    |
| Усього          | 1022      | 100%     |